# Physalis latiphysa
Physalis latiphysa är en potatisväxtart som beskrevs av Waterfall. Physalis latiphysa ingår i släktet lyktörter, och familjen potatisväxter. Inga underarter finns listade i Catalogue of Life.